# ベアルファレス
『ベアルファレス』はソニー・コンピュータエンタテインメントから発売されたプレイステーション用ゲームソフト。ジャンルはアイソメトリックビューのアクションRPGに属し、企画・開発はZealsoft。略称はベアルまたはベアファ。ソニーが主催していたクリエイター発掘オーディションゲームやろうぜ!によって生み出された企画である。
2007年7月26日にゲームアーカイブスで配信が開始された。

## 特徴
長く続いた平和が崩れ、後世の歴史家から黄昏の時代（現実の世界史で言う暗黒時代がモチーフ）と呼ばれる動乱の時代が幕を開ける中、外界と隔絶された冒険者の町カルス・バスティードを舞台に、富と名声、永遠の命、あるいは己の信念などを追い求めて戦う若者たちの姿を描く。
このゲームの特徴はアクションRPGであると同時に恋愛シミュレーションゲームのゲーム性も併せ持っているということである。
通常のRPGのように物語を進める一方、仲間と共に冒険をすることでそのキャラクターと主人公との間に愛情（同性であれば友情）が芽生え、最終的にはパートナーとしてエンディングを共に迎えることになる。どんなに仲間に嫌われる振る舞いをしていたとしても、一部のキャラが必ずパートナーとして名乗り出るため、誰とも組まない所謂「ソロエンド」は存在しない。この作品では主人公はプレイヤーの分身であり、あらかじめ決められた性格やストーリー上の言動というものは一切存在せず、振る舞いや行動は全てプレイヤーに委ねられる。いわゆる「顔なしキャラ」である。総勢13人の、さまざまな能力を持ったキャラクターの中から、最大3人を選んでパーティを編成する。メンバーの組み換えは後から任意に可能となり、仲間たちとの相性も変化する。

### システム
ゲーム中の画面は全てクォータービューで描かれ、操作方法はプレイヤーがキャラクターを操作して敵を撃破するという、アクションRPGとしてはごく標準的なものであったが、トラップという攻撃手段が導入されている。一般的なRPGにおいては武器と魔法が攻撃手段の大半を占めるのに対し、本作ではトラップで油を噴射した後に火炎の魔法で攻撃する、道を遮る火柱を水流のトラップで鎮火する、といった具合で敵を倒しダンジョンを突破してゆく。
仲間キャラクターは火炎、電撃、凍結など様々な効果のトラップをそれぞれが固有に所持しており、キャラクターの個性を際立たせるという点でもこのトラップという要素は高い効果があった。

#### 武器とその特徴
片手剣
主人公が騎士のときの武器。仲間ではアーサーとレイアが使用する。威力と攻撃速度のバランスが取れているが、攻撃範囲はやや狭い。
両手剣・斧
主人公が農民のときの武器。仲間ではアッシュが使用する。攻撃力が高く、範囲も広いが、攻撃速度は遅い。両手剣と斧の性能の違いは無い。
細剣・逆剣
主人公が上級貴族のときの武器。仲間ではエレアノールが使用する。基本的な性能は片手剣の範囲を更に狭くした感じだが、ダンジョン内で見つかる逆剣を装備することで二刀流となり、攻撃範囲・リーチが飛躍的に増大する。ただし、逆剣のみを装備することはできない。
槍・槍斧
主人公が僧侶のときの武器。仲間ではシャルンが使用する。槍は攻撃範囲は狭いが、攻撃速度・威力・リーチにすぐれる。槍斧は、全ての武器の中で最大の攻撃範囲を誇るが、その分攻撃速度は低下する。
弓・石弓
主人公が猟師のときの武器。仲間ではパスカが使用する。射程は無限大だが、攻撃速度は遅く、序盤は攻撃力もやや低い。しかし、後半では非常に強力な武器となることもある。また、ダンジョン内の仕掛けを利用して火矢にすることもできる。弓と石弓の性能の違いは無い。
短剣
主人公が商人のときの武器。仲間ではジェシカが使用する。攻撃速度にすぐれ、見た目に反して攻撃範囲も広い。が、リーチは短く攻撃力も低い。
石版・杖・錫杖
主人公は装備できず、魔法を使う仲間のみ装備できる。魔法の使用に必要な魔法具と呼ばれるものだが、一応武器にはなる。攻撃範囲がとても狭く武器としての性能はあてにならないが、ステータスを強化したり、特殊な効果をもたらすものが多い。

#### トラップ
フリップパネル
主人公のトラップ。上に載ったものを弾き飛ばす。重要なトラップで、これを強化しないとクリアできないマップもある。
バキューム
主人公のトラップ。起動させると範囲内のものを引き寄せる。これも重要なトラップで、これを強化しないとクリアできないマップもある。
サンダー・サンダーロック・サンダーボム
範囲内のものを感電させる。感電しているキャラは一瞬動きが止まり、そのキャラと接触したもの全てに通電させる。アッシュとレイアのトラップ。
フレイム・フレイムロック・フレイムボム
範囲内のものを炎上させる。炎上したキャラはしばらくの間体力を削られていく。また、木製の扉や魔物の巣を燃やすこともできる。アーサーとパスカ、ジェシカのトラップ。
アイス・アイスロック・アイスボム
範囲内のものを凍らせる。氷漬けになったものはしばらく行動不能になったうえ、その最中に攻撃を受けると大ダメージを受ける。エレアノールとシャルンのトラップ。
ポール
障害物を設置する。一定以上のダメージを受けると消滅する。アーサーのトラップ。
ウォーター・ウォータロック
範囲内に水を撒き散らす。範囲内の火を一時鎮火し、キャラが炎上している場合、その火を消すことができる。濡れているときには、炎上しなくなるが感電しやすくなる。ジェシカとパスカのトラップ。
オイル・オイルブロック
範囲内のものを油まみれにする。油まみれになったものは一定時間移動速度低下&操作不能になり、火に弱くなる。アッシュとシャルンのトラップ。

## 世界設定

### 歴史
黄昏の時代が始まるまでは、実に1000年近くも大規模な戦争のない平和な時代が続いていた。しかし平和すぎる世の中は停滞を生み、王族や貴族、聖職者の間では腐敗が蔓延していた。一方で平民には重税が課され、飢餓や病に苦しむ者が少なくなかった。
現在、大陸には大小12の国家があり、その中でもアスロイト王国とバイレステ共和国という二つの国が世界の覇権を争っている。
そんなとき、その二国の国境線沿いのカルス山脈でアザレの石が発見される。二国の為政者がその一帯の発掘を命じると、その地下からは太陽帝国の遺跡が発見された。遺跡から発見される財宝の数々は二国に富を与え続けたが、ある日突然、遺跡から魔物が出現した。魔物に怯えた二国の指導者は、遺跡の巡りを分厚い城壁で取り囲み封印を施した。
しかし数年も経つと、その城壁の中には小さな町が出来ていた。遺跡からの財宝に依存していた二国が、経済的困窮を理由に発掘の再開を発表、その門戸を平民や外国人にも開放することを宣言。大陸中からならず者や食い詰めた貧民が集まってきた。これが、冒険者の町カルス・バスティードの始まりである。

### 舞台
物語の舞台となる「カルス・バスティード」は、地下遺跡の真上に作られた町である。なお、バスティードとは城壁に囲まれた町のことを指す（仏語では小別荘のことを指す）が、多くの者は皮肉を込めて「カルスの棺桶」と呼ぶ。
この町にはあらゆる種類の人間がいる。一攫千金やアザレの石を求める冒険者、一万年前の遺跡の研究に情熱を燃やす学者、食い詰め者や犯罪者、没落貴族、政治犯。しかしそれに比して、彼らを取り締まる警察や軍隊、法律、教会の威光、あるいは身分や人種の特権などというものは、まったく意味を持たない。
あるのは、力こそがすべてという唯一にして絶対の掟だけである。それ故に、外の世界での支配階級である貴族への風当たりが強かったり、住人同士による宝の奪い合い、殺し合いなども起きて、まさに無法地帯となっていた。
主人公達がカルスの町に来た時には、町の中で最強の戦士であるバルデスが睨みを利かせており、住人同士で無意味に争ったりしないある程度安定した状態を保っていた。
なお、カルス・バスティードのあるカルス山脈は、地形が険しく土地も不毛であるため、作物の類が殆ど育たない。そのため、カルスの町への食料品などの供給は外部から訪れる商人達からの仕入れに依存しており、財宝目当ての野盗等も出没するカルス山脈を登ってこなければならない危険性もあって、カルスの町にて販売される物品は、パン一つが外の世界における農民の稼ぎ一ヵ月分に匹敵するほど高価である。
遺跡の中は獰猛なモンスターの他、常識の通じない独自法則が働いており、その過酷さは平和慣れした外の世界とは次元が違う。そのため、この遺跡の探索を続けた者にとっては外の人間など百人掛かりで襲ってきても軽くあしらえるほどの力の差が生じる事になる（ゲーム的なレベルの差を表現している）。
エンディングでは遺跡が崩落した事によりその価値を失い、1年後にはオイゲンやクムランなどの一部の者を残してほとんどの住民が去っていた。その町自体も火山活動で近々無くなるとされる。

#### カルス・バスティード
新米冒険者の宿舎
主人公と仲間のキャラの拠点。仲間の部屋ではパーティにキャラを誘える。自室では休息してHP・MPを回復したり、セーブ・ロードできる。
遺跡の入り口
地下遺跡に入る。
酒場
酒場兼売店。武器・防具や食料などの売買ができる。また、この町の話も聞ける。営業時間は午前10時から午前2時まで（場合によっては午後5時開店）。また、この町に最も近いランツの町からの手紙が壁新聞として張り出され、世界情勢を知ることもできる。
クラムンの家
学者クラムンの家。トラップや魔法を強化できる。また、遺跡や魔法の話も聞ける。深夜から早朝は、研究中・睡眠中のためそれはできない。また、彼の著書もあり、自由に閲覧できる（書物を読むのは必須ではないが、このゲームの世界を知ることができる）。
サディーヤの家
毒術師サディーヤの家。薬品を販売する。どの時間に行っても対応してくれる。深夜に行くとある人物に会うことができる。
教会
司祭・ティアラと助祭・カドモンがいる。ティアラはミサの時間以外は常に対応し、無料で体力を回復させてくれる。また、アノイア教の話も聞ける。カドモンは有料で他のキャラの話をする（ある意味必見）。
鍛冶場
鍛冶屋ガイウスの工房。ストーリーが進むと高価だが非常に強力な武器を販売する。特定の日でないとまったく対応してくれず、一日一つしか購入できない。
バイレステ人の宿舎・アスロイト人の宿舎
先輩冒険者がいる（彼らを仲間にすることはできない）。場合によってはイベントが起きることもある。
総督府
かつてはバイレステ・アスロイト両国の総督がいたが、暴動により退去した。このため、基本的に無人で、この町に出入りするときの事務手続きや集会のときに使われる程度。ゆえに普段は入ることができず、イベントの舞台となるのみの場所。

### 地下遺跡の構造
アスラ・ファエルの地下に広がるダンジョンは、いくつかの階層で構成されている。
また、各階層の名称はアノイア教の聖書を元に付けられている。
黒の羨道
最も地上に近い箇所。羨道は、財宝の数も少なく、基本的にはアスラ・ファエルへの通り道に過ぎないが、ここを突破できるだけの実力が無ければ更に下層に出現する魔物には太刀打ち出来ない為、一種の篩い的な場所である。
アスラ・ファエル
太陽帝国の首都だったといわれるダンジョン。地底にも拘わらず人工の太陽が光り輝き、地上のような明るさを保っている。光り輝く町で財宝も多いため、多くの冒険者たちが探索している。地下遺跡と言えば主にここを指し、遺跡に挑む冒険者達の探索の主な舞台となっている。作中で実際に入る事が出来るのは太陽の神殿のみである。最初に訪れたときに同行した仲間の中には、各時代各地方の建築様式が入り混じった建造物に疑問を覚える者もいる。
太陽の神殿最上階に辿り着いた者に与えられる「太陽の宝玉」と呼ばれるアイテムを取りに行く事が新米冒険者にとっての当面の目標となる。何故ならこの宝玉を持たない者は、遺跡内で見つけた如何なる物もカルスの外には持ち出せない決まりになっているからである。
煉獄
溶岩や炎があちらこちらで吹き出ている広大なエリア。どろどろの溶岩があふれ、かなり手ごわい敵が多いことから聖書の煉獄を連想させてこの名がついた。良質のアイテムも手に入るが、前述の理由からよほどの猛者で無い限り足を踏み入れる冒険者はあまりいない。
時の回廊
煉獄とは一転して氷に覆われた神殿。聖書における、友人を生贄としてささげた罪深い者の逸話からこの名がついた。アスラ・ファエルや煉獄と違い狭い階層であったが、後半のあるイベント後に封印が解かれて奥へと足を踏み入れることができるようになる。
天界
地下遺跡にもかかわらず、まるで空中にあるかのようなダンジョン。天使の治める領域といわれるだけあって、天使（の姿の魔物）が襲ってくる。
精神の海
仲間や自分の心が具現化されたエリア。実質的なラストダンジョンであり、ここには主人公とそのパートナーとなったキャラの2人でしか入れない。パートナーにはそれぞれの故郷等に見えるようだが、主人公（プレイヤー）には生物的でグロテスクなダンジョンにしか見えない。強敵も多く、クリアにはさまざまな工夫が必要となる。
始原の地
最深部に存在する最終エリア。聖書においては、神による世界創造が行われた場所とされる。しかし実際は聖書で語られる楽園とは程遠い無機質な建造物である。ステージはボス戦のみで、探索要素は無い。

### 諸国
アスロイト王国
カルス・バスティードを管理する国のひとつ。最大の領土を誇る大国だが、都市と地方、貴族と庶民の格差が大きく、政治は完全に腐敗し、貴族・王族の派手な生活により財政もほぼ破綻している。地方は王権も十分に行き届かず、特にファルツ、デューラー、アスカニア、ウェッティンの四公爵の領土には勅令さえも届かない。アッシュ、レイア、パスカ、シャルン、ノエル、サラの出身地。
バイレステ共和国
カルス・バスティードを管理する国のひとつ。主に沿岸部を中心とした貿易国家。領土はアスロイト王国にかなわないが、国家資産はそれをはるかにしのぐ経済大国であり、その力で周辺の小国を半ば属国化している。国家誕生期には効果的に機能していた民主政も現在では一部の富豪・特権階級のものとなり、その活力は失われている。ジェシカ、オルフェウス（自称）、ディアス（自称）、クムラン、カドモン、オイゲンの出身地。
レノス教皇領
アノイア教の聖地であり、教皇の直轄地。威厳のある町並みではあるようだが、教会のトップはそこで酒色におぼれ、権力争いに没頭している。ティアラの出身地。
トラドア王国
やせた土地が多い貧しい国だが、バイレステの影響力も弱く、そのために王朝の腐敗はややマシ。純朴で陽気、そして信仰心の篤い国民性だが、それが災いし、他国ではすでに行われていない魔女裁判が未だに行われている。バルデスの出身地。
フィサーノ都市国家連合
都市国家の連合体。かつてはバイレステを凌ぐほどの勢力を持っていたが、内部紛争により、衰退し、現在はバイレステに全く対抗できないでいる。
ビアストク王国
大陸最北端の国。極寒の地のため、貧しい国であるが、国民は純朴で信仰心が篤い。アーサーの出身地。
クラスダール王国
大陸の東端の国。国王はアノイア教の分派クラスダール正教の司教もかねる宗教国家で、唯一教皇の権力が及ばない国。このため独特の文化・宗教解釈が残されている。
ファコルツ公国
元々アスロイト王国領であったが、当時の国王お気に入りの小姓がその地をプレゼントされた。国王の死後、新たな国王からその地を返還することを求められたが、彼はそれを拒否し、独立したことによって誕生した比較的新しい国。こうした事情からアスロイトと対立し、バイレステと協調している。
ラコース王国
大陸でも最古の国だが、ここ数百年はバイレステの属国化している。現国王もバイレステへの憧れが強く、流行の歌舞音曲に熱中し、国庫を浪費させている。エレアノールの出身地。
ルミニア公国
太古では文明の発達した先進地域だったといわれている。国土の西半分は不毛な砂漠地帯であるが、肥沃な東側の海沿いには貿易都市も多く、バイレステ商人の活動も盛んである。イヴ、サディーヤ、ガイウスの出身地。
イレニア王国
イレニア島の南半分を支配する国。島の北半分はバイレステの属州であり、その搾取に人々は苦しめられている。南半分を治めるこの国も事実上、バイレステの属国と化している。そのため、反バイレステのテロ活動が激しい。
セフィータ王国
部族の集合体的な国家。国王の権力も弱く、各部族も全く連携しないためバイレステの支配・搾取が激しいにもかかわらずそれに対抗する力は持っていない。

## ストーリー
プロローグ
カルス・バスティードに1人の若者が訪れる。ウェルド、もしくはフィリアというその若者こそがこの物語の主人公であり、当人なりの理由を以てこのカルスの街へとやってきたのだ。他にも13人の若い男女を加えた新人冒険者は交易商人のオイゲン、戦士のバルデス、学者のクムランと言った街のまとめ役に迎えられ、「カルスの棺桶」へと足を踏み入れた。

黒の羨道、アスラ・ファエル
遺跡で手に入れたものを町の外に持ち出すには「太陽の宝玉」というアイテムを手に入れなければならない。それは遺跡の入り口から繋がる「黒の羨道」を越え、その先にある太陽帝国の首都「アスラ・ファエル」に建つ太陽の神殿の最上階にあるという。長い道のりではあるがこれが新米冒険者への試金石であり、主人公らの当面の目標となるのだった。新米冒険者一行は、その一人アッシュの妹を救うために協力を求められたり、孤高の女剣士レイアのピンチを救ったりと幾つかの困難を乗り越えながら、遂に太陽の宝玉を手に入れる。しかしその瞬間、主人公と2人の仲間は怪しい光を放つ剣「狂戦士の剣」に操られて狂戦士と化し、町で無差別殺傷に及ぶ。しかしバルデスの捨て身の攻撃で主人公は無力化され、他の狂戦士もなんとか鎮圧された。狂戦士の剣に付けられた傷は決して癒えず、切り付けられた者は死を待つしかない。1年前も同様に狂戦士が暴れ、多くの犠牲者を出した後に殺害されたのだが今回はクムランのある案が功を奏し、救出に成功したのだった。

煉獄
傷の癒えた主人公は久しぶりに宿舎に戻る。仲間は暖かく迎えてくれたものの、この事件の犠牲者も少なくなく、他の冒険者からの風当たりは強かった。それでも主人公が戻れたのは多くの冒険者が尽力してくれたからであり、それもバルデスの口利きがあったからだった。クムランが導き出した結論は、狂戦士となった者は遺跡の奥の「煉獄」にある「シェオルの柱」という物体に魂を封じられており、それを破壊すれば救出できるという。実際、主人公らはそれで助かったが、仲間の1人は未だ目覚めておらず、冒険者達は最後のシェオルの柱を捜索中だったのだ。主人公も捜索に加わるものの、同時に外の世界では突如として魔物が現れて人々を襲い、平和ボケした軍隊や国家では到底太刀打ちできず甚大な被害が出ていた。そればかりか、疑心暗鬼に陥った人々は責任をなすり付ける宗教裁判に走ったり、混乱に乗じて略奪に走る者もいるという。そして魔物の出現はシェオルの柱の破壊と連動している可能性もあり、もし最後の柱を破壊すれば世界に更なる災厄を呼ぶかもしれない。煉獄最奥部で見つけた柱を前に、主人公は決断を下す。

時の回廊
主人公が戻ると、クムランは調査と考察の結果を語る。実は遺跡は精神世界であり、魔物出現の真の原因は精神世界と物質世界の融合によるものだという。そして遺跡の構造や世界の実状からアノイア教の聖書と結びつけ、黙示録にある「人々の神を求める声が高まり、復讐と怒りを司る忌まわしき魔物が、天界の神殿を血で汚した時、第二の預言者現る。そして、第二の預言者が始原の地への光の扉を開いたとき、人の時代は終わり、永遠なる神の時代『新しい世界』が始まる」という一節から、この物質世界と精神世界の融合こそが「新しい世界」であり、遺跡の奥にあると目される「始原の地」を破壊すれば阻止できると結論付けた。しかし煉獄の奥にある「時の回廊」は扉が固く閉ざされており、その先に進めない。扉を開くには生贄が必要であり、狂戦士の剣の傷で余命幾許も無いバルデスが名乗り出る。彼は兄弟と重ね合わせていた主人公らの未来を切り開くためにその命を散らし、扉を開く。

天界、精神の海
主人公らが時の回廊を越えて「天界」に踏み込むと、天使が襲ってくる。同時に外の世界にも天使が現れて魔物を倒しているという。人々は天使を崇め、その信仰心は敵に更なる力を与えるばかりか、仲間の一人で修道士のルカも天使側に回ってしまうトラブルに見舞われる。そして敵は外の世界から残虐さで悪名高い「赤獅子騎士団」を呼び寄せる。冒険者にとっては雑魚同然だが、これは敵が仕組んだ「復讐と怒りを司る忌まわしき魔物」への生贄であり、殺されることを見越して送り込まれたものだった。そしてその目論み通り、彼らと因縁を持つ不死者のファトゥムは彼らを虐殺し、「魔物」の役となってしまう。そこにアノイア教を創設したとされる十三聖者が現れる。彼らこそ現実世界と精神世界の融合を目論む敵であった。彼らの誘いに乗り、始原の地の前に立ちはだかる「精神の海」へと主人公は最も信頼する仲間をパートナーとして選び、共に乗り込む。しかし精神の海はパートナーに揺さぶりをかけ、「第二の預言者」の役にされたパートナーの願いから始原の地の「光の扉」が開いてしまう。主人公はパートナーを殺さなければならなくなったが、そこに現れたクムラン達の作戦によりパートナーを救いつつ敵の目論みも阻止する。

始原の地
結果として神に仇なす「悪魔」の役となった主人公と仲間達は始原の地へと乗り込み、十三聖者を倒していく。しかし彼らにも使命に忠実な者もいれば、使命からの解放を願っている者もいた。最奥部の玄室で十三聖者の長・アヴァダイルはすべてを明かす。太陽帝国の真の名はベアルファレスと言い、物質世界を忌み嫌ったベアルファレス人は完全に精神世界と融合した「新しい世界」を追い求め、国も肉体も捨てて精神の合一した神となり、十三聖者を生み出しては1万年に渡って準備を進めさせてきた。しかし1万年もの長過ぎる時間は神も十三聖者も変えており、使命に疲れたアヴァダイルは神を倒して全てを終わらせることを主人公らに託して消滅する。神の世界に転送された主人公らは神・ベアルファレスを死闘の末に撃破する。新しい世界は消滅し、遺跡もその力を失った。主人公だけが行方不明となったが、1年後、パートナーの元へと帰ってくる。

エピローグ
こうして「新しい世界」の到来は防がれたものの停滞した平和が崩れた世界は醜く歪み、後世から「黄昏の時代」と呼ばれる荒んだ時代に突入する。二大大国の消滅によって各地に戦乱の嵐が吹き荒れ、世界は荒廃の一途を辿るばかりであったが、主人公とパートナーはそんな時代に全く屈することなく力強く生きていったという。

## 用語
アザレの石
ゲーム中の神話や伝説に登場する伝説の石。この石が発する光を浴びた者は不老不死の肉体を得ることが出来ると伝えられる。この石の発見が、全ての始まりとなった。
その正体は狂戦士の剣（紫の剣）で魂を抜き出されて抜け殻となった肉体に仮初の人格と不死身の力を与える道具。抜き出された魂を維持する為には元の肉体が存在している必要があったため、この石によって不死身の人形へと変えていたのが真相である。
アノイア教
大陸全土で信仰されている宗教。現実世界のキリスト教に類似した描写が多く見受けられる。予言者アノイアとその代弁者である十三聖者によって成立し、それ以前に存在した各地の宗教や神々を吸収排除することによって現在では大陸の99％の人々が信者となっている。かつては宗教戦争も度々起こっていたとされるが、大陸中がアノイア教という価値観でまとまることで1000年もの間、大きな戦乱も無い平和が保たれている。現実の西暦に似た暦「アノイア暦」が用いられており、預言者アノイアが神の啓示を受けた年をアノイア暦0年としている。物語の開始時では5098年であった。その教えは、太陽と光の神「ゼメン」と月と闇の神「ゼウェアク」の二神論で成り立っており、二神の均等な調和によって世界が正しい方向へ進むとされている。そして二至高神と神の御子であるアノイアへの信仰を持つ者が、永遠なる神の世界「新しい世界」に入る事ができるとされる。
しかしそれは、精神世界と物質世界の融合である「新しい世界」の到来と「完全なる神」の誕生を目論む太陽帝国の人間達が仕組んだ計画であり、人類の価値観を一つに統合するという目的の為の手段に過ぎない。予言者アノイアも十三聖者のでっち上げた架空の人物である。一方、ゼメンとゼウェアクという二柱の神には自身の使命に疑問を抱き始めたアヴァダイルの葛藤が表れている。
太陽帝国
一万年前に栄えていたとされる伝説の帝国。太陽神を崇め、永遠の生命と永遠の世界を追い求めていたとされ、高度な物質文明を有し、僅か数十年で世界の半分を支配しながらも忽然と消えたと伝えられている。神話・伝承としては語られつつも遺跡が発見された事は一度たりとも無かったため、子供たちが信じるおとぎ話程度の伝説とされていたが、アザレの石とアスラ・ファエルの巨大遺跡の発見により現実の話となった。
「太陽帝国」とは後世に便宜上名付けられたものであり、その本当の名は「ベアルファレス」。物質文明のみならず精神文明も発達し、それ故に「肉体の枷に縛られている限り、欲望や負の感情は無くならない」という考えに行き着き、全ての人間の精神が融合し、あらゆる苦しみから解放された「新しい世界」を追い求めるようになった。
十三聖者
五千年前に予言者アノイアの代弁者としてアノイア教を成立させたとされる13人の聖者。その正体はベアルファレス（太陽帝国）の民が自分達の意志を執行する役割として生み出した思念体。人間の魂を宿り木として乗り継いで生きてきたものの、魂は人間の寿命以上は生きられないため、数えきれないほどの紫の剣とアザレの石を使って1万年もの間、輪廻を繰り返してきた。
アスラ・ファエル
太陽帝国の首都とされる地下都市。及び、そこから繋がる地下遺跡群の総称。太陽帝国の言葉で「永遠の都」を意味する。地下にも拘わらず広大な空間が広がり、尽きる事の無い財宝や無限に湧き出る獰猛なモンスター達が存在する。地下遺跡と呼ぶにはあまりに巨大且つ複雑な構造に加え、階層によっては時間の流れや順序すらも変わる不可思議な世界となっている。
正体は一種の精神世界であり、人間の感情や思念を具現化・物質化する力を持つ。財宝は人間の欲から、魔物は恐怖心から生み出されたもの。物理的にあり得ない構造だったり、現実離れした法則が働いているのはこの理由による。実体化したものは遺跡の外に出ても消える事は無く、内部のダンジョンも全て実体化したものであるため、そこでの冒険は紛れも無く現実の出来事である。財宝は都度生成されるため尽きることは無く、魔物も同様に生み出され続けているが、その性質上、自発的に遺跡から出てくることはない。
肉体を忌み嫌った太陽帝国人は繁栄を極めた帝国をあっさりと捨て、地下に精神の楽園を作り出し、自分達の脳を装置に組み込むことで肉体から解放された永遠の楽園へと移ろうとした。但し、これは計画の第一段階であり、最終目的は物質世界と精神世界を完全に融合させた「新しい世界」の創造にある。最終決戦後は神の死と「新しい世界」の消滅によりその力は全て失われ、ただの地下遺跡となった上に崩落で呆気なく埋まってしまったという。
時の行路図
遺跡に挑む者に一つずつ配られる魔法のアイテム。これがあれば遺跡内の殆どの場所から瞬時に地上に戻れ、一度行ったことのあるエリアも記憶されるため、自由に行き来が可能になる。これが発見された事で、一度の探索では到底辿り着けない遺跡の深部まで人の手が入る事となった。ゲーム中で全体マップから各ステージに簡単に移動できるのはこのアイテムを持っているからである。
不死者
アザレの石の光を浴びて不老不死となった者たち。その殆どは不老不死という特性を良いことに、アスロイト・バイレステの二国によって過酷な労働を課せられた。全部で13人いるが、ゲーム中に出てくるのはファトゥムとナーダの2人のみ。
その実態は、十三聖者が自分達を移す魂を肉体から取り出した後、抜け殻の肉体にアザレの石で仮初の人格を入れられた存在。よって、作中で語られる13人の本来の魂は全て十三聖者に奪われており、アザレの石の光を浴びる以前の記憶は十三聖者が自分達の経験を基に作った架空の記憶である。
狂戦士の剣
禍々しい紫の光を放つ剣。この剣に憑依された者は自我を失い、獣のように狂った「狂戦士」として暴れ回る。更にこの剣で付けられた傷は決して治癒せず徐々に腐敗するのみで、どんな魔法や薬も効かない。そのため、狂戦士に傷を負わされた者は遅かれ早かれ死に至る。狂戦士自体も決して不死身ではないが、負傷を物ともしなくなるため生半可な攻撃では動きを止める事もできない。物語開始の1年半前には狂戦士化した者による虐殺で大勢の死者を出した。物語中盤、主人公を含む6人がこの剣に憑依されて狂戦士と化し、カルスの町に大きな被害を出した。主人公と仲間2人ともう1人はクムランの機転とバルデスの自己犠牲によって重傷を負いながらも生還するが、残り2人はそれよりも早くファトゥムによって始末された。
真の名は「紫の剣」。本来の用途は十三聖者が自分達の宿り木となる魂を肉体から抜き取ることであり、狂戦士化はその副次的な効果に過ぎない。狂戦士化してからの主人公達の魂そのものは煉獄にある「シェオルの柱」と呼ばれる物体に閉じ込められていた。最後のシェオルの柱を破壊するか否かはプレイヤー次第であり、破壊しなかった場合は眠りについている仲間が永久離脱する。
黄昏の時代
本作の物語後に訪れる暗黒時代。作中の事件によって発生した魔物による破壊と殺戮、それによる秩序の崩壊は世界を戦乱と混沌の時代に変えてしまう。最終的に主人公達の活躍で「新しい世界」の到来は阻止され、魔物も姿を消したものの、1000年も停滞した平和が続いてきた分、より醜く世界は荒れる結果となった。本作のエンディングはその時代の中で主人公とパートナーが如何に生きて行ったかが語られる。

## 登場キャラクター
様々な目的があって、“カルス・バスティード”を訪れる。

### 仲間キャラクター
物語開始時にカルス・バスティードにやってきた新米冒険者。通常ならもっと大勢で幅広い年齢の人間が集まるはずだが、今回は主人公達が到着した後に道が崩れて後続の隊商は到達出来なかった。加えてカルス・バスティードには若い人間から順番に出発する関係上、今回の新米冒険者は僅か14人で全員が10代後半という異例の状態となっている。
ウェルド(男) /フィリア (女)
本作の主人公。名前は変更可能で、目的や身分などもプレイヤーが設定する。初期能力値はウェルドはHPが、フィリアは精神と器用さが高め。選択肢以外にストーリー上の明確な台詞は存在しないが、オブジェクトを調べた際や特定の状況下で独り言を呟いたり、ミッション中に言葉を発する事はある。
ゲーム中では「上級貴族（細剣）」「騎士（長剣）」「猟師（弓）」「聖職者（槍）」「商人（短剣）」「農民（大剣）」から身分を選択でき、それに応じて武器や、各キャラクターとの相性が変化する。カルスの町へ来た目的は「金稼ぎ」「遺跡の研究」「永遠の命」「武者修行」から選ぶが、身分との組み合わせ次第では仲間との相性に思わぬ影響を与えることも。
アッシュ
貧しい農民の青年。お人好しで優しいのんびり屋。18歳。妹の病気を治すためにアザレの石を探すのが目的。同じ農民や聖職者には好意的だが、貴族や騎士を嫌う。
アーサー
英雄物語に憧れる若き騎士。自分もそうした英雄となるためにやって来た。19歳。真面目で正義感が強い優等生だが、世間知らず且つ頭が固い面もあり、作中ではその正義感が空回りして仲間から度々窘められる。同じ身分である騎士や貴族、聖職者を好む。
レイア
没落騎士の娘。17歳。アザレの石を手に入れて家を復興させるためにカルス・バスティードへやってきた。己の目的を第一に考え、並々ならぬ拘りを見せる。商人と猟師以外をひどく嫌う。
エレアノール
とある名家の令嬢。19歳。誤って父親を殺害したため、カルス・バスティードへ逃れてきた。その為自分から積極的には他人と関わろうとしないが、その心根は人一倍優しい。貴族や騎士を嫌い、猟師や農民にシンパシーを覚える。
パスカ
猟師の青年。17歳。貧窮にあえぐ故郷の村を救うために、カルスに金を稼ぎにきた。陽気でお調子者だが、仲間を大切に思う熱血漢。貴族や騎士を嫌い、同じ猟師や農民にシンパシーを覚える。
シャルン
武道家の少女。17歳。カルス・バスティードで音信不通になった兄を探すためにやってきた。明るく気丈なポジティブシンキング。貴族や騎士には不信感を持っている。
ジェシカ
盗賊の少女。16歳。カルスに来る前は都市を転々として、評判の悪い金持ちから盗んだ金を貧乏人に分け与える義賊だった。その独立心と好奇心の強さは猫を彷彿とさせる。目的は遺跡の財宝。貴族・騎士・聖職者といった上流階級を激しく嫌う。
オルフェウス
自称貴族の青年。18歳。この町に来た理由は、本人曰く「貴族の娘に手を出して親族の怒りを買って逃げてきた」から。女好きであるが、真面目・正義感などという単語とは縁遠い性格なため、女性陣にはあまり相手にされていないようである。主人公の性別によって態度が露骨に違う。なぜか貴族を嫌い、聖職者や商人に好感を抱く。
イヴ
独特の価値観を持つ美女。18歳。物事に深く拘らない淡白な性格であるが、それ故に人種や身分の差に対しても特に気に留める事はない。この町に来た理由は「面白そうだから」。判断を神にゆだねるような聖職者を嫌う。
ディアス
素性不明の寡黙な青年。18歳。他人と群れる事を良しとせず、発言に関しても冷淡なものが目立つ。カルスに来た目的は不明。宗教に不信感を持っているのか聖職者を嫌う。
ノエル
学士の少女。騎士（下級官吏）の娘。17歳。知識が豊富で、10歳で大学に入るほどの才女であるが、反面プライドが高く人と触れ合う事も少なかった為、対人関係は苦手。大学で出会い師と仰いだクムランに会うために、カルス・バスティードへやって来る。商人と聖職者には偏見があるのか嫌い。
ルカ
修道士の少年。17歳。先輩の「カルス・バスティードの中にある教会の司祭がいなくなって、町の人が嘆いている」という嘘を真に受けてやって来る。信仰心は篤いが気弱な性格であり、自分から何かを主張する事は少ない。同じ聖職者には好感を持つが、商人を少し胡散臭く感じている。ストーリー終盤にとある理由で主人公達と対峙することになり、この際の行動次第では死亡してしまう。
サラ
母とともに孤児院を営む少女。明るく家庭的でやや天然ボケ。暇な時はよく酒場の厨房を手伝っており、後に彼女の焼いたパンが売り出されるようになる。17歳。孤児院の運営費を稼ぐのが目的。特に好悪の感情を持つ職業はない。

### カルス・バスティードの住人
バルデス
カルス・バスティードを取りまとめる町最強の戦士。29歳。面倒見の良い性格であり、新米冒険者達に助言を与える事も。14歳の時に町を訪れ、当時は無法地帯だったカルスで自身も殺人を犯すなどで必死に生きていたが、弟や妹達の死（それも長い間気付かず彼らを殺した張本人に金を送り続けていた）という悲劇を機に生き方を改め、現在では彼のおかげでこの町にも一定の秩序が保たれている。主人公達に亡くした弟や妹達の姿を重ねている節がある。主人公が紫の剣で狂戦士と化した際、紫の剣で傷つけられつつも彼（彼女）を殺さず無力化させる。しかしその傷で死が不可避となり、最期は残された僅かな命と引き換えに主人公達の道を切り拓くべく、その身を捧げて時の回廊の扉を開いた。バルデスの犠牲で開かれた扉の前には彼の大剣が遺されており、主人公に受け継がれる。
オイゲン
カルス・バスティードで酒場を営む交易商人。58歳。彼の店では食料は言うに及ばず、武具や遺跡探索に役立つ各種アイテムなども扱っている為、この町の生命線とも言える場所となっている。町の外の商人たちとカルス・バスティードを繋げる窓口役でもある。酒好きの明るい性格であり、冒険者達の親父的存在。
クムラン
学者の男性。31歳の若さで大陸に名が知れ渡るほどの遺跡研究の第一人者。バルデスと組んで地下遺跡に潜っている。人当たりの良い性格で知識も豊富な為、カルスの町の相談役となっている。各種トラップの開発・改良も請け負っており、ダンジョン探索にはなくてはならない存在。自身もバルデスほどではないにしても、カルスの町における指折りの実力者である。
ティアラ
司祭の少女。17歳。カルス・バスティード唯一の司祭で、治癒魔法の使い手。優しく純粋な娘で怪我人の治療なども行い、彼女のいる教会は同時に病院としての役割も担っている。父は教会のナンバー2だったが内部抗争で暗殺され、幼い彼女も命を狙われたため、カルスの町へと避難させられていた。その数年後から、誰も手を付けていなかった教会の運営を一手に担っている。
サディーヤ
毒と薬の扱いに長ける少数民族・セディク族の前族長の長女。22歳。物静かで落ち着いた大人の女性であり、その知識を活かして薬屋を営んでいる。ファトゥム、ナーダと共に暮らす。人々を病から救うべくセディク族に伝わる技術の公表を考えていた父が保守派に暗殺され、アスロイトの父の知人の元へ身を寄せていた際にファトゥムとナーダと知り合う。14歳の時にその知人も病死し、未だ命を狙う暗殺者から逃れるべくファトゥムとナーダと共にカルスへと逃げてきた。
ファトゥム
不死者の少年。外見年齢15歳。不死者の中では一番若い。姉のナーダ共々「不死者の見本」としてアスロイトに連れて行かれ、何をしたら死ぬのか、どうすれば殺せるかという実験を受ける。そのため、その精神は怒りや憎しみ、絶望に支配されている。
ナーダ
不死者の少女。ファトゥムの姉。ファトゥムと共に受けた実験により、心を失くしてしまう。
カドモン
教会の助司祭。38歳。悪徳神父であり、新米冒険者たちを強請ることも。
ガイウス
34歳の刀鍛冶。刀工としても戦士としても超一流だが、寡黙で世俗のことには興味が無い。単なる装飾品としての武器を作る事に嫌気が差し、より実践的・実用的な武器を作る為、そして作った武器が最大限の力を発揮できる場所を求めてカルスの町へとやって来た。ストーリーが進めば非常に強力な武器や防具を売るようになる。

### 太陽帝国
アヴァダイル
第一聖者。十三聖者の最高位に就き、教会制度を制定したとされる。ストーリー終盤、他の12人と共に主人公達の前に立ちはだかる。中性的な美男子の姿をしている。その目的はベアルファレスの求めた「新しい世界」（＝精神世界と物質世界の融合）であり、そのために予言者アノイアという架空の偶像を祀り上げ、アノイア教の成立による人々の価値観の統合に思想の操作と、1万年もの時を掛けて準備を進めてきた。しかし1万年というあまりに長過ぎる時の中で自分達の使命に疲れ、更に物質世界への価値すら感じるようになった事による葛藤から、心の奥底では「新しい世界」を否定する「悪魔」の到来と自分達の解放を願っていた。始原の地最深部の、ベアルファレス人の脳を収めた玄室にて主人公達を待ち受け、巨大な脳が剥き出しとなった怪物と化して戦いを挑んでくる。敗北後は残された力を使って主人公達を神の世界へ飛ばし、神の打倒を託した。
バルカイル
第二聖者。第三聖者のガンビアルと共に当時のレノス帝国への伝道を行ったとされる。老人の姿をしている。始原の地に乗り込んできた主人公達を「神に仇なす悪魔」と罵りつつ、5人の聖者と融合したドラゴンのような怪物となって襲い掛かってくる。アヴァダイルやハンリアルと違って「新しい世界」の実現という使命に極めて忠実であり、彼の目には始原の地の無機質な部屋が「黄金色に光り輝く楽園」に見えていた。
ハンリアル
第十二聖者。聖書の作成を行ったとされる。ナーダの魂に乗り移った聖者であり、その顔もナーダと全く同じ。主人公達に「新しい世界」の素晴らしさを説きつつも、内心ではアヴァダイル同様に使命からの解放を望んでおり、彼らの意志を聞いたことで敢えて戦いを挑み、倒される道を選んだ。戦闘ではウェルカイルら5人の聖者と融合し、天使のような姿となる。
ウェルカイル
第十三聖者。ハンリアルと共に聖書の作成を行ったとされる。ファトゥムの魂に乗り移った聖者であり、ファトゥムと同じ顔をしている。
ベアルファレス
本作のラストボスで、十三聖者が仕える神。その正体は物理世界を忌み嫌い、「新しい世界」を求めた太陽帝国人の意識の集合体。アノイア教の崇拝対象であるゼメンとゼウェアクの二柱神が融合したものとも表され、その姿は神々しさとはかけ離れた歪な異形となっており、アヴァダイルも最期には「ベアルファレスの亡霊」と称していた。神の世界と呼ばれる空間にて「新しい世界」の誕生を待っていたが、主人公たちがアヴァダイルによって神の世界に転送されてきたことで、「悪魔」たる主人公を抹殺するべく襲いかかる。最期は主人公たちに倒され、「新しい世界」共々完全に消滅するが、神の加護を失った世界には黄昏の時代が訪れることになる。

## 製作スタッフ
- ディレクター：梶雅行
- キャラクターデザイン：小屋勝義
- シナリオ、コンポーザー等：葛目将也
- グラフィック：浅尾祥正
- ナレーション：石塚運昇
- ボイスアクター：仁平美由紀、荒井真澄、中嶋将平、山名孝幸

### 備考
製作会社であるZealsoft社が解散しており、ソニー・コンピュータエンタテインメントのウェブサイト上にあった本作のオフィシャルサイトは削除されている。取扱説明書やゲーム中のスタッフロールにはスタッフの氏名が列挙されているが、全てローマ字表記であり、漢字でどのような表記を行うかは不明。そのため、現在は製作スタッフについて詳細を知ることは困難である。